# Mogoș (gmina)
Mogoș – gmina w Rumunii, w okręgu Alba. Obejmuje miejscowości Bărbești, Bârlești, Bârlești-Cătun, Bârzogani, Bocești, Bogdănești, Butești, Cojocani, Cristești, Mămăligani, Mogoș, Negrești, Oncești, Poienile-Mogoș, Tomești, Valea Barnii, Valea Bârluțești, Valea Cocești, Valea Giogești, Valea Mlacii i Valea Țupilor. W 2011 roku liczyła 731 mieszkańców. 